# 라디오 중심 이규원입니다
《라디오 중심 이규원입니다》는 KBS 제1라디오에서 방송중인 평일 시사정보 프로그램이다.

## 진행자
- 이규원 前 아나운서